# Rodrigues Gaviao
1. WEITERLEITUNG Carlos Alberto Rodrigues Gavião